# Ducat de Neopàtria
El Ducat de Neopàtria fou un territori històric situat a Grècia, a la regió de Tessàlia. Administrativament estava dividit en les capitanies de Sidirókastron, Neopàtria i Salona. El ducat tenia seu a Neopàtria, l'actual ciutat d'Ipàtia.
Extinta la dinastia dels Àngels a Tessalia, l'infant català Alfons Frederic de Sicília amb tropes almogàvers van conquerir el 1319 Siderocastrom i el sud de Tessàlia, amb què es va formar el ducat de Neopàtria i elevat a ducat en unió del d'Atenes. La ciutat de Neopàtria fou poblada per catalans però a poc a poc va anar decaient i després del govern de Roger de Llúria (1362-1370) i les embranzides de l'Imperi Romà d'Orient anaren disminuint progressivament el seu territori, fins que el ducat va restar reduït pràcticament a la ciutat.
El 1377 el rei Pere el Cerimoniós assumí el títol ducal però el 1390 caigué totalment en mans dels florentins. El títol de duc de Neopàtria fou mantingut nominalment pels reis d'Aragó i els seus successors fins al regnat de Carles II de Castella i d'Aragó.

## Llista de ducs de Neopàtria
- 1319-1338: Alfons Frederic d'Aragó, senyor de Negrepont, fill natural de Frederic II de Sicília.
- 1338-1348: Joan de Sicília, marquès de Randazzo, fill del rei Frederic II de Sicília.
- 1348-1355: Frederic I d'Atenes, marquès de Randazzo, fill de l'anterior.
- 1355-1377: Frederic III de Sicília, rei de Sicília, cosí de l'anterior.
- 1377-1381: Maria de Sicília, reina de Sicília, filla de Frederic III.
- 1381-1390: Pere IV d'Aragó el Cerimoniós, rei d'Aragó.

El ducat d'Atenes i Neopàtria tingué diferents vicaris, llistats a continuació:
- Mateu de Montcada i Sclafani
- 1367-1370: Roger de Llúria, fill de Joan de Lloria i d'Amichi i nebot de l'almirall Roger de Llúria
- Mateu de Peralta
- 1375-1380: Lluís Frederic d'Aragó, comte de Salona i vicari de Frederic III de Sicília; el 1379 oferí el ducat al rei Pere IV d'Aragó, el qual el confirmà com a vicari seu.
- Dalmau de Rocabertí
- Bernat de Cordella